# Notochelys platynota
Genre
Espèce
Synonymes
- Emys platynota Gray, 1834
- Cyclemys giebelii Hubrecht, 1881

Statut de conservation UICN

 VU A1cd+2cd : Vulnérable
Notochelys platynota ou tortue-boîte à dos plat, unique représentant du genre Notochelys, est une espèce de tortues de la famille des Geoemydidae.

## Répartition et habitat
Cette espèce se rencontre au Brunei, en Indonésie (sur les îles de Java, de Sumatra et au Kalimantan), en Malaisie (orientale et occidentale), à Singapour et en Thaïlande.
Peu connue, elle vivrait dans les marais peu profonds des forêts tropicales humides, les étangs et les ruisseaux.

## Description
Les informations biologiques disponibles sont contradictoires.
Sa tête est ornée sur le côté de rayures jaunes à rouges.
Sa carapace aplatie peut atteindre 36 cm de longueur. La dossière des nouveau-nés et des juvéniles présente des couleurs vives du vert-pomme au jaune vif avec des taches noires. La dossière devient brunâtre chez les adultes. D'après les références, le plastron est jaunâtre avec des taches noires ou bien pourpre (en Thaïlande, on l'appelle "tortue à ventre violet").
C'est une tortue omnivore qui peut vivre plus de 18 ans en captivité.
Elle est couramment consommée dans la péninsule malaise et à Bornéo.

## Publications originales
- Gray, 1863 : Observations on the box tortoises, with the descriptions of three new Asiatic species. Proceedings of the Zoological Society of London, vol. 1863, p. 173-179 (texte intégral).
- Gray, 1834 : Characters of several new species of freshwater tortoises (Emys) from India and China. Proceedings of the Zoological Society of London, vol. 1834, p. 53–54 (texte intégral).